# Homs
Homs (tiếng Ả Rập: حمص / ALA-LC: Ḥimṣ), ở Syria thời kỳ tiền Hồi giáo có tên Emesa (tiếng Hy Lạp cổ đại: Ἔμεσα Emesa), là một thành phố ở miền tây Syria và là thủ phủ của tỉnh Homs. Thành phố nằm ở độ cao 501 mét (1.644 ft) trên mực nước biển và cách Damascus 162 kilômét (101 mi) về phía bắc.